# Karabin maszynowy M60
M60 (pot. „świnia” – ang. The Pig) – amerykański uniwersalny karabin maszynowy (ukm) z lat 50 XX wieku. Pierwszy ukm przyjęty na standardowe wyposażenie armii amerykańskiej jako następca ciężkich i ręcznych karabinów maszynowych. Wyparty z jednostek pierwszoliniowych przez nowocześniejsze M240.

## Nazwa
W trakcie wojny w Wietnamie amerykańscy żołnierze narzekali na nadmierną masę karabinu, nazywając go pig iron (tzw. kęs surówki hutniczej), czyli jak kawałki żelaza służące w XIX-wiecznych cyrkach do pokazów siły atletów. Z czasem z nazwy odpadło słowo iron, pozostawiając jedynie pig (świnia), co stało się popularnym określeniem na karabin M60. 

## Historia
Pod koniec II wojny światowej w Stanach Zjednoczonych pod wpływem badań zdobycznych niemieckich uniwersalnych karabinów maszynowych MG34 i MG42, podjęto prace nad opracowaniem własnej broni tego typu, która miałaby zastąpić używane dotychczas karabiny ciężkie M1917A1 i ręczne M1918A2 (BAR).
Początkowo postanowiono po prostu skopiować bardzo udany MG42, jednak wyprodukowane egzemplarze często się zacinały (kilka lat później okazało się, że popełniono błędy przy tworzeniu dokumentacji na podstawie zdobycznego egzemplarza MG42 – wynikały one z niedokładności przeliczania wymiarów z jednostek metrycznych na jednostki anglosaskie na potrzeby produkcyjne). 

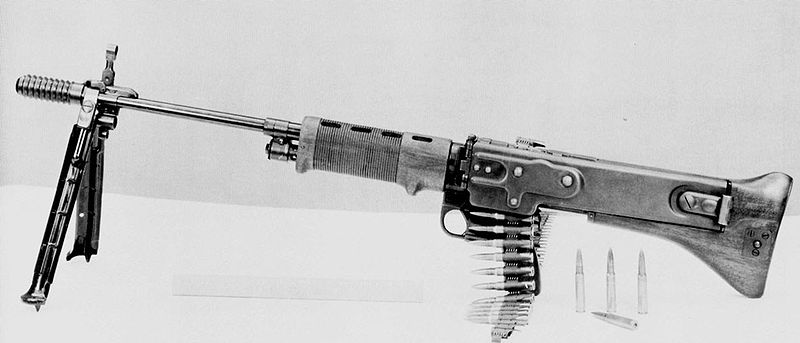
Eksperymentalny T44, połączenie konstrukcji FG42 i MG42

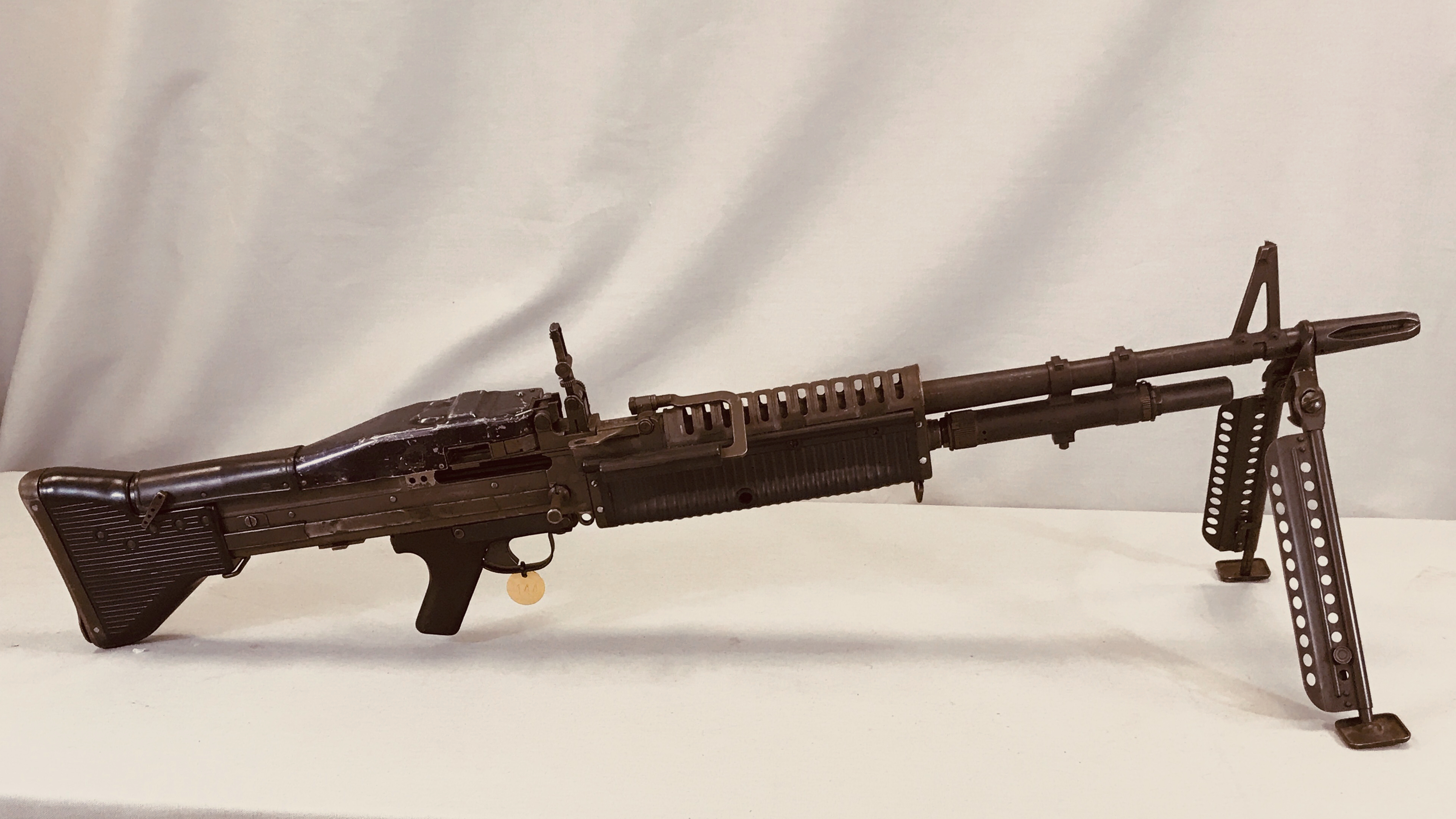
T161 finalny protoplasta M60

Druga próba także była oparta na konstrukcjach niemieckich. Opracowany prototyp T44 stanowił połączenie rozwiązań z karabinu automatycznego FG42 z donośnikiem MG42. Ponieważ oryginalnie FG42 był zasilany z magazynków, donośnik zamontowano na boku broni, a taśma nabojowa była przesuwana pionowo (do góry). W następnych latach konstrukcja ewoluowała. Zmieniono węzeł gazowy (km T52), donośnik uproszczono i umieszczono poziomo (km T161). Po dalszych drobnych modyfikacjach T161 został przyjęty do uzbrojenia jako M60 i zaczął zastępować starsze konstrukcje.
W trakcie eksploatacji zaczęły się pojawiać problemy z niezawodnością broni, czego skutkiem były liczne drobne zmiany konstrukcyjne. Wojna wietnamska była dla M60 ciężką próbą. W warunkach bojowych jeszcze bardziej widoczne stały się słabości i wady ukmu M60, takie, jak niewygodna szybka wymiana lufy (wymagała użycia azbestowych rękawiczek do wyjęcia gorącej starej lufy i wpychania nowej lufy „na ślepo”), źle skonstruowany dwójnóg, nieudana konstrukcja zespołu rury gazowej, częste zacięcia karabinu, niska trwałość niektórych elementów wewnętrznych, wreszcie możliwość nieprawidłowego złożenia broni. W opinii części autorów, M60 był wręcz bronią w całości nieudaną, mimo wyjścia od teoretycznie dobrych rozwiązań (i wbrew propagandowemu obrazowi wykreowanemu przez kino akcji).

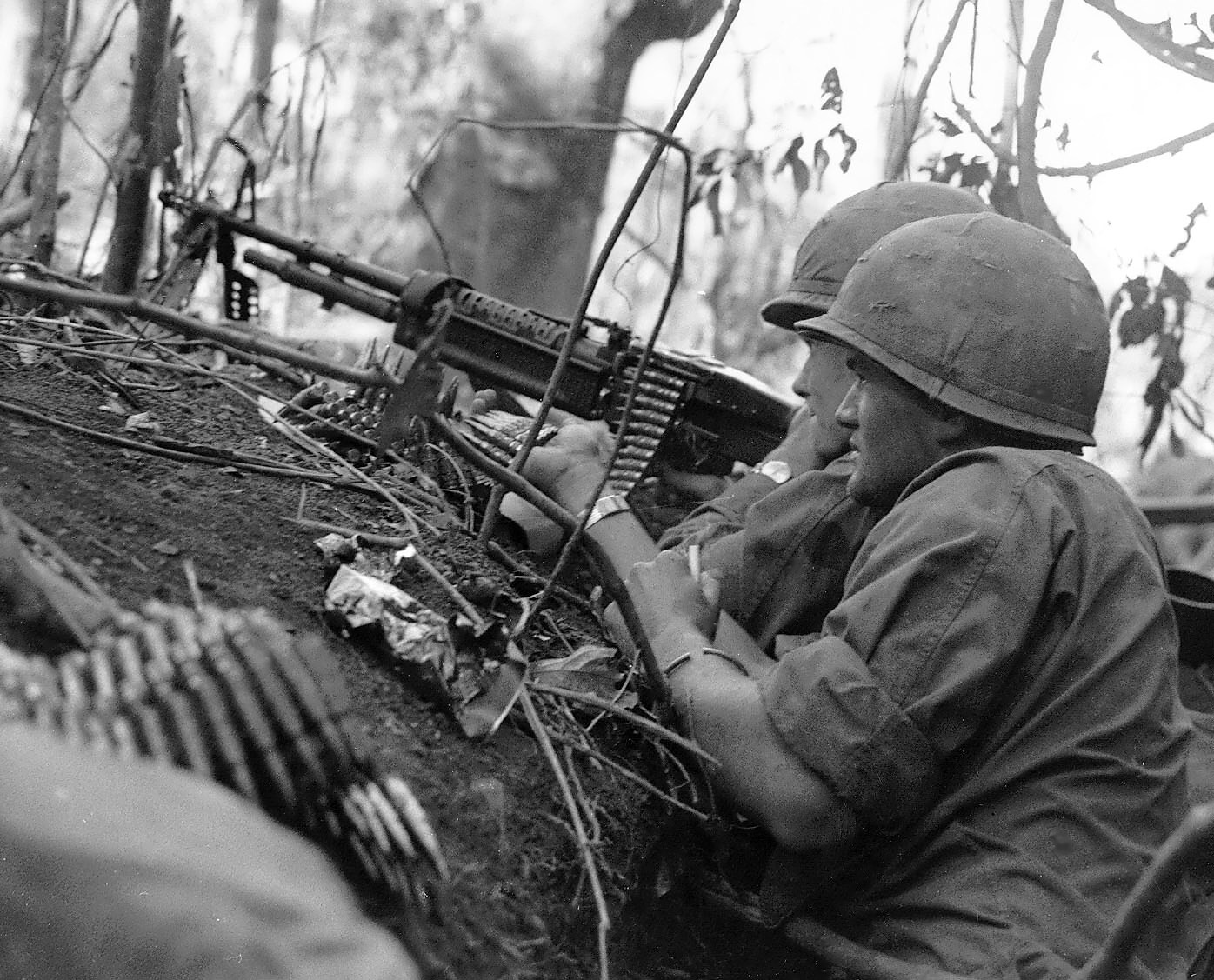
M60 w czasie wojny wietnamskiej, 1966

Wady M60 spowodowały, że podjęto decyzje o gruntownej modernizacji broni. Efektem były wersje M60E1 i M60E3, których badania trwały jednak wiele lat. Karabin M60E3 został następnie w niewielkich ilościach wprowadzony do uzbrojenia. W 1995 roku skonstruowano wersje M60E4, która miała zostać następcą starszych wersji, ale nie zastąpiła starych M60, ponieważ w latach dziewięćdziesiątych zaczęto wprowadzać do uzbrojenia nowy i pozbawiony problemów z niezawodnością ukm M240 (Wojska Lądowe – M240B, Piechota Morska – M240G), będący wersją licencyjną belgijskiego FN MAG. Ostatnim konfliktem, w czasie którego M60 znajdował się na uzbrojeniu żołnierzy jednostek liniowych, była interwencja w Afganistanie. Obecnie amerykańskie jednostki specjalne używają niewielkich ilości M60E3 i M60E4, a standardowe M60 pozostają na uzbrojeniu jednostek tyłowych i żandarmerii. Starsze wersje M60 są nadal powszechnie używane w krajach korzystających z amerykańskiej pomocy wojskowej (np. w Korei Południowej).

## Wersje

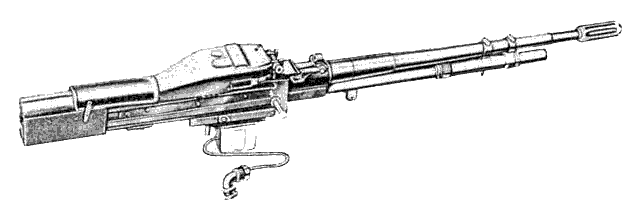
M60C

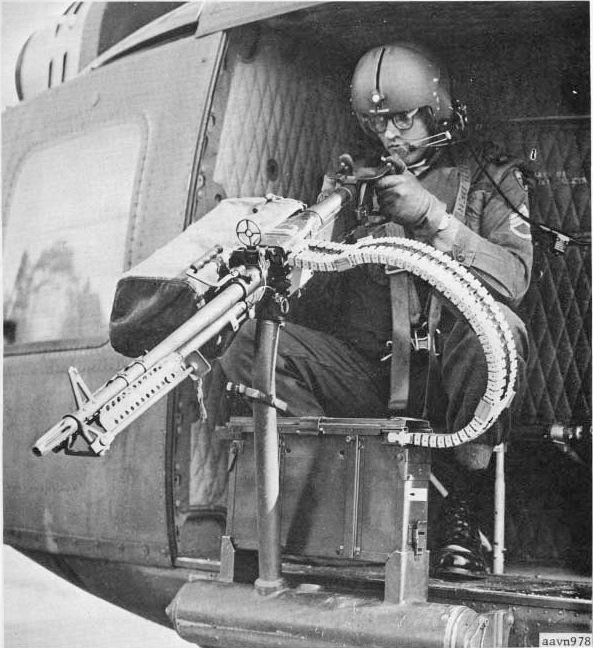
M60D

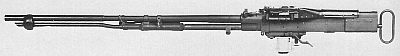
M60E2

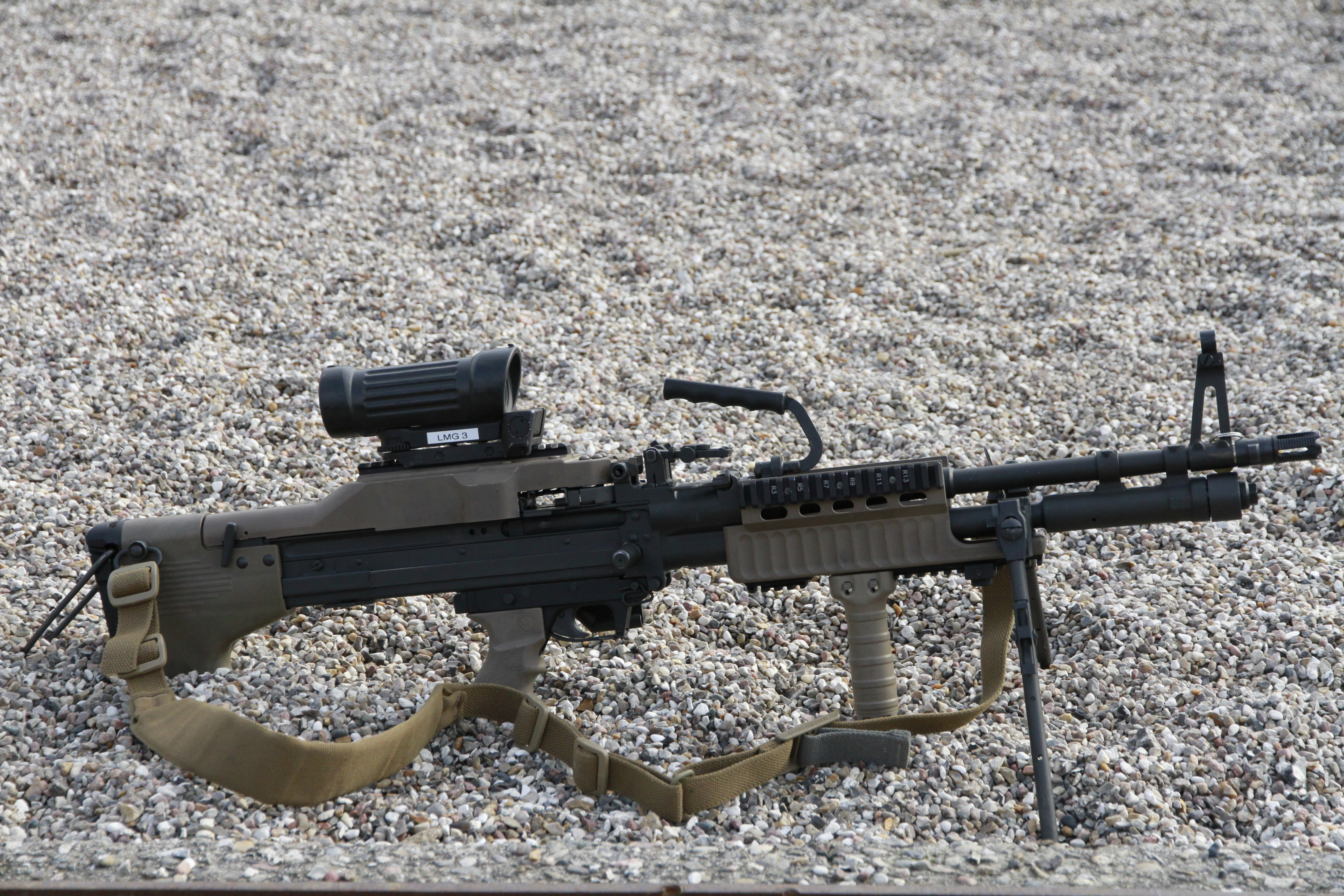
M60E6

- M60 – standardowy uniwersalny karabin maszynowy
- M60C – pokładowy karabin maszynowy wyposażony w elektrospust. Używany jako uzbrojenie śmigłowca UH-1. Z powodu problemów z niezawodnością zastąpiony przez GAU-17 (M134) Minigun.
- M60D – pokładowy karabin maszynowy przeznaczony do montażu w drzwiach śmigłowca. Wersja pozbawiona kolby, łoża i chwytu pistoletowego. Posiada tylce.
- M60E1 – zmodernizowana i uproszczona wersja standardowego M60. Zmieniono konstrukcję i mocowanie dwójnogu (zamocowano go do komory gazowej). Zmodyfikowano węzeł gazowy i oddzielono go od lufy (wymienna jest sama lufa, a nie jak w standardowym M60 zespół składający się z lufy, komory gazowej i dwójnogu). Uchwyt transportowy przeniesiono na lufę (ułatwia wymianę rozgrzanej lufy).
- M60E2 – czołgowy karabin maszynowy. Został zamówiony przez US Marine Corps. Jest to pochodna km M60C. Podobnie jak inne czołgowe karabiny maszynowe M60E2 posiada szczelny węzeł gazowy (gazy prochowe z komory gazowej są usuwane na zewnątrz pojazdu specjalną rurką).
- M60E3 – wersja opracowana przez Saco Defence Systems Division (filia Maremont Corporation). Produkowana od 1985 roku. Przyjęta w małych ilościach do uzbrojenia piechoty. Niewielkie ilości ukm M60E3 są nadal używane przez amerykańskie oddziały specjalne.
- M60E4 – wersja projektowana jako następca M60. W wersji tej standardowa jest lufa krótka, ciężka, ale można stosować także lufę krótką lekką i długą (obie z wersji M60E3). Kolbę wyposażono w oporę naramienną. Przekonstruowany donośnik który umożliwił stosowanie taśmy o pojemności 200 naboi. Na pokrywie komory zamkowej znalazł się wspornik do montowania celowników optycznych i elektrooptycznych. M60E4 był produkowany w niewielkich ilościach na potrzeby oddziałów specjalnych (jako Mk 43 Mod. 0).

## Konstrukcja
Uniwersalny karabin maszynowy M60 jest zespołową bronią samoczynną. Zasada działania oparta na odprowadzaniu gazów prochowych przez boczny otwór w lufie przy krótkim ruchu tłoka gazowego. Strzał następuje przy otwartym zamku. Broń wyposażona jest w samonastawny regulator gazowy. Ryglowanie przez obrót zamka. Mechanizm spustowy umożliwia tylko ogień ciągły. Zasilanie taśmowe, lewostronne, taśma rozsypna M13 o pojemności 100 naboi. Jeśli karabin jest używany jako rkm taśma o pojemności stu naboi jest przechowywana w brezentowym pojemniku mocowanym z lewej strony broni. Karabin posiada lufę szybkowymienną zakończoną szczelinowym tłumikiem płomienia. Lufa jest na stałe połączona z komorą gazową i dwójnogiem. Przyrządy celownicze składają się z muszki stałej i nastawnego celownika ramkowego. W wersji ręcznego karabinu maszynowego wyposażony jest w dwójnóg, a w wersji ciężkiego karabinu maszynowego w podstawę trójnożną M122 o masie 6,8 kg.

## Dane taktyczno-techniczne
| Wzór                                            | M60               | M60C              | M60D              | M60E2             | M60E3/M60E3 z lufą krótką | M60E4 z lufą krótką ciężką/lekką/długą |
| Nabój                                           | 7,62 × 51 mm NATO | 7,62 × 51 mm NATO | 7,62 × 51 mm NATO | 7,62 × 51 mm NATO | 7,62 × 51 mm NATO         | 7,62 × 51 mm NATO                      |
| Masa broni (kg)                                 | 10,51             | 10,43             | 10,65             | 11,10             | 8,61/?                    | 10,2/9,9/10,5                          |
| Masa lufy (kg)                                  | 3,74              | 3,74              | 3,74              | 3,74              | 3,74/?                    | 3,3/3,68/3,74                          |
| Masa podstawy trójnożnej M-122                  | 6,8               | –                 | –                 | –                 | 6,8                       | 6,8                                    |
| Długość broni (mm)                              | 1105              | 1099              | 1140              | 1384              | 1076/937                  | 958/940/1077                           |
| Długość lufy bez tłumika płomienia (mm)         | 560               | 560               | 560               | 560               | 560/421                   | ??/??/??                               |
| Długość linii celowniczej (mm)                  | 540               | –                 | 540               | –                 | 540/?                     | ?/?/540                                |
| Prędkość początkowa pocisku (m/s)               | 855               | 855               | 855               | 855               | 855/?                     | ?/?/855                                |
| Szybkostrzelność teoretyczna (strz./min)        | 550               | 550               | 550               | 550               | 550                       | 550                                    |
| Szybkostrzelność praktyczna (strz./min)         | 200               | 200               | 200               | 200               | 200                       | 200                                    |
| Donośność skuteczna (strzelanie z dwójnogu) (m) | 1000              | –                 | –                 | –                 | 1000/?                    | ?/?/1000                               |
| Donośność skuteczna (strzelanie z trójnogu) (m) | 1800              | –                 | –                 | –                 | 1800/?                    | ?/?/1800                               |